# Heterosmylus wolonganus
Heterosmylus wolonganus är en insektsart som beskrevs av C.-k. Yang 1992. Heterosmylus wolonganus ingår i släktet Heterosmylus och familjen vattenrovsländor. Inga underarter finns listade i Catalogue of Life.